# امالزاری
امالزاری (به انگلیسی: Amalzari) یک روستا در هند است که در کارناتاکا واقع شده‌است.